# André Rieu sr.
Andries Antonie (André) Rieu (Haarlem, 12 mei 1917 – Maastricht, 4 februari 1992) was een Nederlandse dirigent.
Hij was zoon van cafébaas Petrus Nicolaas Rieu en Alberdina Elisabeth Verputten. Hijzelf was getrouwd met Alice Kleyntjens. De violist en orkestleider André Rieu is hun zoon, dochter Gabriëlla werd stemtherapeut, logopedist. André Rieu was officier in de Orde van Oranje Nassau. Hij werd begraven op het rooms-katholieke gedeelte van de Algemene Begraafplaats Tongerseweg in Maastricht.
Rieu bezocht de MULO. Hij studeerde piano en orkestdirectie aan het RK Kerkmuziekschool bij docenten Hendrik Andriessen, Phons Dusch en Wouter Paap. Daarna volgde een studie aan het Amsterdams Conservatorium. Jan Odé (piano) en Anthon van der Horst (directie) waren daar zijn leraren.
Hij voltooide zijn dirigentenopleiding bij Willem van Otterloo en werd in 1946 dirigent van het Omroep Kamerorkest. Hij werd op 1 september 1949 als opvolger van Paul Hupperts de vaste dirigent van het Maastrichts Stedelijk Orkest, het oudste symfonieorkest van Nederland, maar verzorgde in dat jaar ook al een aantal zomerconcerten met dat orkest. Onder zijn leiding (hij was er ook artistiek leider) werd dit in 1955 omgevormd naar een provinciaal symfonieorkest, het Limburgs Symphonie Orkest (LSO), dat hij leidde tot 1981. Daarna was hij enige tijd werkzaam bij de Opera van Leipzig en Opera van Stuttgart. Ondertussen had hij voor het orkest van de Nederlandse Opera gestaan onder meer met François Villon  van Sem Dresden, Hij dirigeerde in zijn beginperiode ook wel de Koninklijke Christelijke Oratorium Vereniging Amsterdam in Amsterdam.
Met name onder Rieus leiding ontwikkelde het LSO een bijzondere traditie in het Franse repertoire en werd er relatief veel aandacht besteed aan eigentijdse muziek. Met dat orkest trok hij ook wel de grens over. Hij gaf met het orkest ook geregeld concerten voor scholieren, zodat een hele generatie jonge Limburgers door zijn toedoen vertrouwd raakte met klassieke muziek.
- Bibliothèque nationale de France: cb15965759f (data)
- Gemeinsame Normdatei: 13707719X
- International Standard Name Identifier: 0000 0000 5524 9285
- Library of Congress Control Number: n85025861
- MusicBrainz: 2232b77e-ca86-4518-a11a-3979683ed4e8
- Nationale Bibliotheek van Israël: 987007451204505171
- Système universitaire de documentation: 157337286
- Virtual International Authority File: 60502405
- WorldCat: E39PBJbGT8kDqH9C6GQkVdW7HC